# Skolasztika (keresztnév)
A Skolasztika latin eredetű női név, jelentése: az iskolához tartozó, tanító, tanuló.

## Gyakorisága
A Skolasztika a középkorban igen gyakori név volt. Az 1990-es években szórványos név, a 2000-es években nem szerepel a 100 leggyakoribb női név között.

## Névnapok
- február 10.[2]

## Híres Skolasztikák
- Szent Skolasztika